# Selar
Selar é um gênero de peixes da família Carangidae.
Duas espécies são descritas: Selar boops e Selar crumenophthalmus.